# Olivia Newton-John
Dame Olivia Newton-John (Cambridge, 26 settembre 1948 – Santa Ynez, 8 agosto 2022) è stata una cantante e attrice britannica naturalizzata australiana.
Vincitrice di 4 Grammy Award, nel corso della carriera è riuscita a piazzare due album al vertice della Billboard 200, If You Love Me, Let Me Know (1974) e Have You Never Been Mellow (1975), mentre 15 suoi singoli sono arrivati nella top ten della Billboard Hot 100, dei quali 5 al 1º posto tra cui Physical (1981), divenuto il singolo di maggior successo negli Stati Uniti negli Anni Ottanta. Con oltre 100 milioni di copie vendute è nel novero degli artisti più venduti durante la seconda metà del XX secolo.
Nel 1978 ha recitato nel film musicale Grease (Brillantina) la cui colonna sonora rimane uno degli album più venduti al mondo con oltre 30 milioni di copie distribuite. Presenta due importanti duetti di successo con il co-protagonista John Travolta: You're the One That I Want che, con 15 milioni di copie, si classifica come uno dei singoli più venduti di tutti i tempi, e Summer Nights.

## Biografia

### Carriera
Olivia Newton-John è nata il 26 settembre 1948 a Cambridge, figlia del britannico Brinley "Bryn" Newton-John e di Irene Helene Born. Suo padre, di famiglia della classe operaia, era nativo del Galles, dove si era dapprima arruolato come ufficiale dell'MI5 nel progetto Enigma a Bletchley Park che prese in custodia Rudolf Hess durante la Seconda Guerra Mondiale; infine, dopo la guerra, diventò il preside della Cambridgeshire High School for Boys. La madre era invece sorella del farmacologo Gustav Victor Rudolf Born, figlia del fisico premio Nobel Max Born e parente dei giuristi Victor Ehrenberg e Rudolf von Jhering: entrambi i nonni della futura attrice erano infatti degli influenti accademici ebrei che giunsero in Regno Unito nel 1933 per sfuggire alle persecuzioni del regime nazista.
Era la più giovane di tre figli, essendo nata dopo il fratello Hugh (1939–2019), medico, e la sorella Rona (1941–2013), anch'ella divenuta attrice. Aveva anche un fratellastro, Toby, e una sorellastra, Sarah, entrambi nati dal secondo matrimonio del padre.
Nel 1954, all'età di cinque anni, si trasferì con la famiglia in Australia, dove il padre aveva trovato lavoro come professore di lingua tedesca all'University High School di Melbourne. Proprio qui Olivia vi frequentò le scuole medie tra il 1961 e il 1964, e durante il periodo ascolastico iniziò a mostrare interesse per il canto, fondando con alcuni compagni una band chiamata Soul Four, con la quale si esibì nel locale di proprietà di un familiare. Poco tempo dopo, come solista, vince un concorso per nuovi talenti: il premio consiste in un viaggio in Inghilterra. Durante la sua permanenza nel 1966 incide il primo singolo per la Decca Records: Till You Say Be Mine.
Nel 1970 viene scelta per far parte di una band chiamata Tomorrow con la quale prende parte ad un musical omonimo e a cui segue la pubblicazione della colonna sonora. Presto il gruppo si scioglie e Olivia inizia la collaborazione con Bruce Welch e John Farrar. Quest'ultimo diventa autore e produttore di riferimento dei suoi maggiori successi. Nel frattempo conosce Cliff Richard con cui prende parte ad una serie di special TV e diversi tour che contribuiscono ad accrescerne la popolarità soprattutto in Inghilterra.
Nel 1974 si aggiudica il 4º posto all'Eurovision Song Contest con il brano Long Live Love. Nello stesso anno escono i singoli If You Love Me (Let Me Know) (n.1 in Canada, n.2 in Australia, n.5 nella Billboard Hot 100 e n.10 in Nuova Zelanda) e I Honestly Love You (n.1 per 2 settimane nella Billboard Hot 100, in Canada, in Australia per 4 settimane ed in Svezia) col quale vince il Grammy Award alla registrazione dell'anno, il Grammy Award alla miglior interpretazione vocale femminile pop, miglior album e il disco d'oro. Da quel momento la sua popolarità cresce notevolmente anche negli Stati Uniti.
Nel 1975 esce il singolo Have You Never Been Mellow che arriva in 1ª posizione nella Billboard Hot 100 e in Canada e in 10ª in Australia.

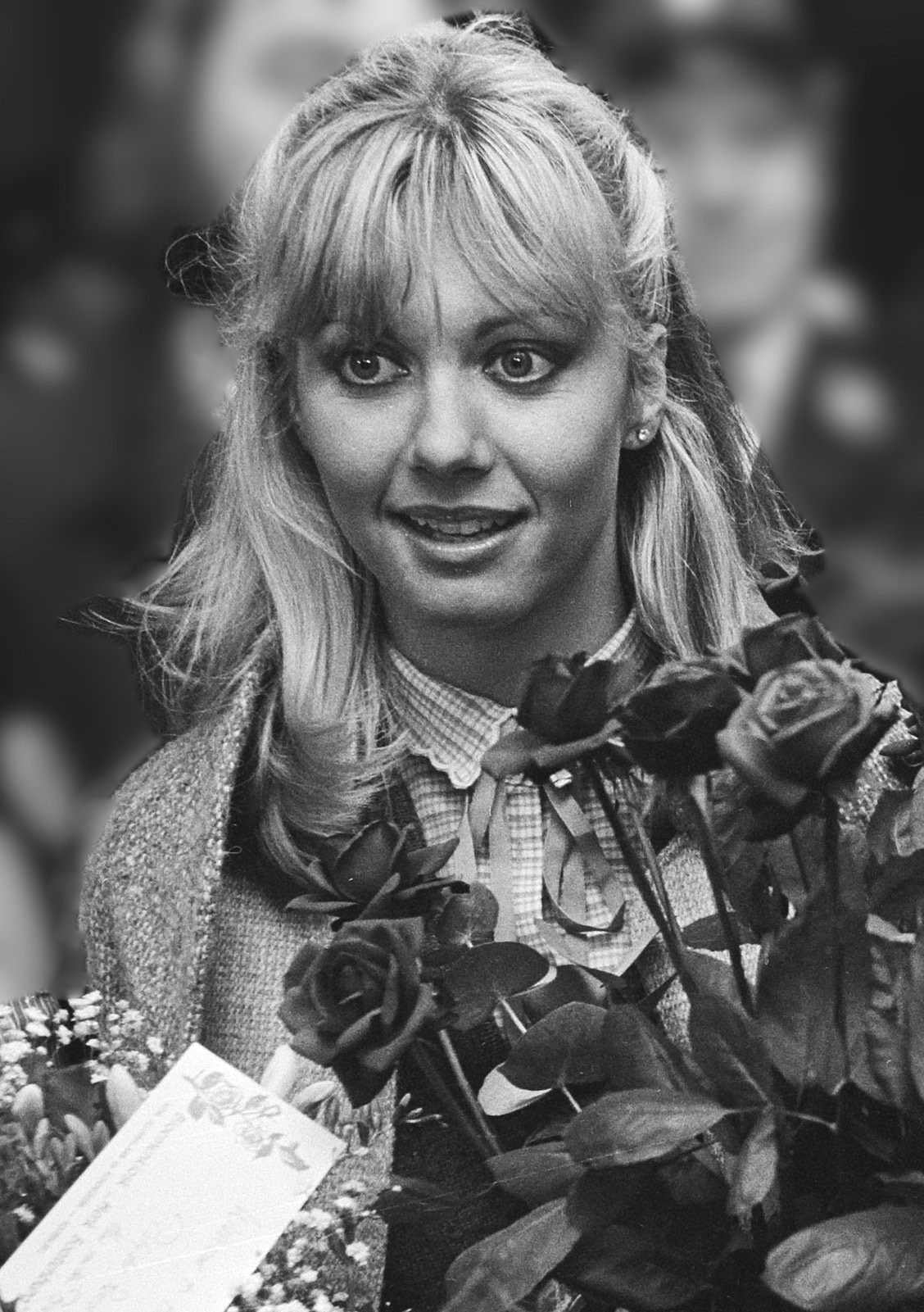
Olivia Newton-John nel 1978

Nel 1978 le viene assegnata la parte di Sandy nel film musicale Grease (Brillantina) la cui colonna sonora, interpretata principalmente dalla stessa Olivia Newton-John e John Travolta, le conferisce un’enorme popolarità in tutto il mondo: i singoli estratti dall'album, ossia You're the One That I Want, Summer Nights e Hopelessly Devoted to You (con cui si guadagnò una nomination al Premio Oscar come miglior canzone originale) raggiunsero la vetta delle principali hit parade, mantenendola per diversi mesi. Nello stesso anno pubblica l'album Totally Hot che diventa disco di platino e dal quale vengono estratti diversi singoli di successo.
Il 9 gennaio 1979 partecipa allo spettacolo a fini umanitari dell'Unicef con altri colleghi quali ABBA, Andy Gibb, Bee Gees, John Denver, Earth Wind & Fire, Kris Kristofferson & Rita Coolidge, Rod Stewart e Donna Summer. Due sue canzoni sono inserite nell'LP Music for UNICEF, registrazione del concerto: The Key e Rest Your Love on Me in duetto con Andy Gibb dei Bee Gees.
Nel 1980 insieme a Gene Kelly prende parte al film musicale Xanadu, un insuccesso al botteghino ma un grande successo discografico grazie al contributo della E.L.O. (Electric Light Orchestra) e al produttore John Farrar. La colonna sonora diventa ancora una volta disco d'oro.
Nel 1981 pubblica il singolo Physical seguito dall'omonimo album grazie al quale riscuote successo in tutto il mondo. L'album Physical vince diversi dischi d'oro e di platino. Si aggiudica ancora una volta il Grammy Award come cantante pop dell'anno, miglior video, miglior singolo e miglior artista. Nello stesso anno interpreta se stessa nella telenovela brasiliana Jogo Da Vida. Sempre nel 1981 le viene assegnata la stella sulla Hollywood Walk of Fame. Segue un lungo tour e il secondo album-raccolta Greatest Hits che include i due singoli inediti Heart attack e Tied Up e riceve il Grammy Award.
Nel 1983 nuovamente in coppia con John Travolta, recita in Due come noi. Il film non regge il confronto con Grease, ma la colonna sonora diventa disco di platino.

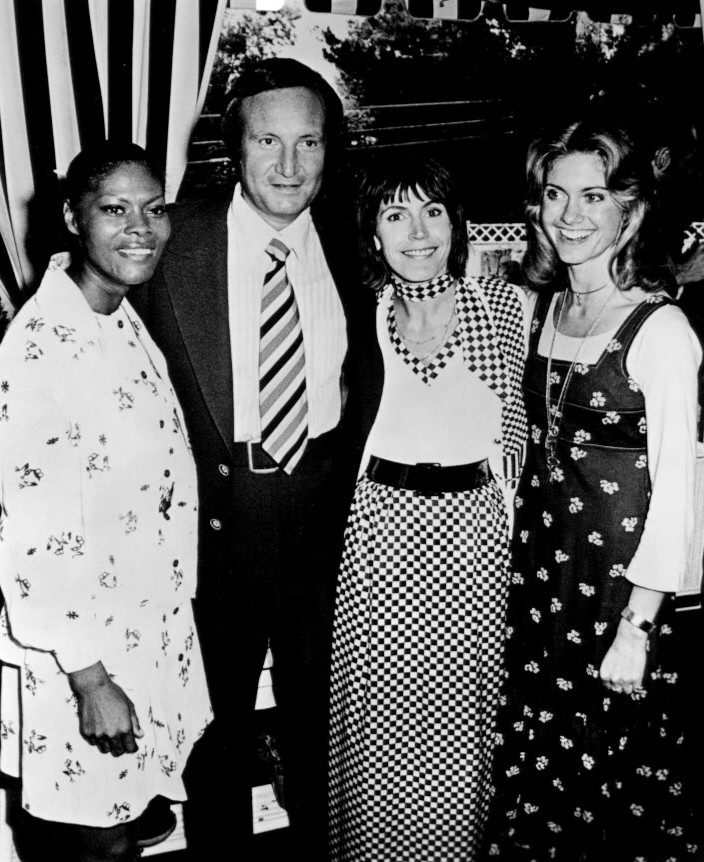
Olivia Newton-John con Dionne Warwick, Don Kirshner ed Helen Reddy nel 1974

Nel 1985 sposa l'attore di origine italiana Matt Lattanzi, dalla cui unione nasce Chloe-Rose (1986). In questo stesso anno, pubblica l'album Soul Kiss, dal quale vengono estratti 4 singoli. Soul Kiss diventa disco d'oro. Incide con David Foster il brano The Best of Me inserito nell'album David Foster. A questo punto, decide di ritirarsi dalle scene.
Nel 1988 ritorna con un nuovo album intitolato The Rumour, con la collaborazione di Elton John e Bernie Taupin. Anche con quest'album si aggiudica il disco d'oro. L'album contiene anche un adattamento in inglese, scritto da Davitt Sigerson, di Tutta la vita, brano scritto quattro anni prima da Lucio Dalla ed incluso nell'album Viaggi organizzati.
Nel 1989 partecipa al video del singolo Liberian Girl di Michael Jackson, accanto a John Travolta ed altre celebrità di Hollywood.
Nel 1990 è la protagonista nel film Una mamma per Natale, prodotto dalla Walt Disney Productions, in cui interpreta due canzoni composte da John Farrar.

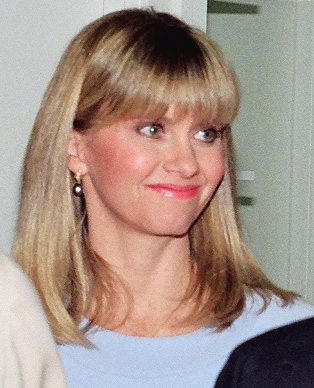
Olivia Newton-John ad Austin nel 1988

Il 1992 segna il suo ritorno: ma è un anno molto sfortunato. Infatti, mentre promuove Back to Basics (disco d'oro e di platino), una raccolta con i suoi maggiori successi più quattro inediti, le viene diagnosticato un cancro al seno. Dopo una conferenza stampa cancella tutti gli impegni e si sottopone ad un intervento di mastectomia totale seguito dalla chemioterapia. Nello stesso anno perde il padre per un carcinoma e la sua attività commerciale fallisce.
Nel 1993, durante un lungo periodo di convalescenza nella sua tenuta australiana, compone le canzoni dell'album Gaia, One Woman's Journey, nel quale racconta la sua battaglia contro il male che l'ha colpita. 
Nel 1994 ricomincia a lavorare prendendo parte, nel ruolo di protagonista, al film per la TV Un papà per Natale.
Nel 1995 Cliff Richard la contatta affinché prenda parte con lui alla colonna sonora del musical Songs from Heathcliff (Cime tempestose), dove duettano in 5 brani in studio, ma anche in tour. Il singolo Had to Be, in coppia con Cliff, riscuote grandi consensi in Inghilterra ed Australia. In quello stesso anno divorzia da Matt Lattanzi.
Nel 1996 recita nel film Un party per Nick e comincia la convivenza con il cameraman Patrick Kim McDermott che sarà il suo compagno per quasi 10 anni.
Nel 1999 e buona parte dell'estate 2000 è in tour negli Stati Uniti, dove fa registrare il tutto esaurito. Nei primi mesi del 2000 collabora con Jim Brickman con cui incide i CD singoli Change of Heart e Valentine.
Nel settembre del 2000, nel corso della cerimonia di apertura dei Giochi olimpici a Sydney, canta Dare to Dream in coppia con John Farnham.
Nella primavera del 2001 prende parte al film indipendente a tematica gay Sordid Lives, nel quale interpreta alcuni brani della colonna sonora.
Dopo un lungo tour estivo negli USA, pubblica una raccolta dei suoi maggiori successi rimasterizzati intitolata Magic, the Very Best of. Nell'autunno dello stesso anno pubblica The Christmas Collection.
Nell'autunno del 2001 pubblica in Australia un album dal titolo 2 nel quale duetta con artisti come Richard Marx, Tina Arena, Keith Urban, Barren Hayes, Billy Thorpe e Michael McDonald. L'album si aggiudica il disco di platino in pochi giorni.
Nel 2002 nel CD Electric Rodeo di Lee Kernaghan duetta nel brano A Handful of Dust.
Nell'autunno del 2004 pubblica l'album di cover Indigo: Women of Song. Duetta con Barry Manilow nel brano This Can't Be Real, contenuto nel di lui CD Scores, e con Elaine Paige in Amoreuse in Elaine Paige and Friends.
Nel settembre del 2005 per la catena di negozi USA e Canada della Hallmark realizza l'album dal titolo Stronger Than Before, pubblicato nel marzo 2006 anche in Australia e Giappone.
Nell'ottobre 2005 viene pubblicato un doppio DVD edito dalla Universal dal titolo Video Gold 1 & 2 che raccoglie i suoi più grandi successi. 
Nel settembre del 2006 viene pubblicato l'album Grace and Gratitude, registrato a Toronto in collaborazione e con la produzione di Amy Sky. Viene pubblicato nel marzo del 2007 anche in Canada dall'etichetta EMI. L'album nasce come colonna sonora del film per la TV Le sette leggi spirituali del successo, di cui è anche co-protagonista, del medico ayurvedico Deepak Chopra che le fu accanto nel periodo della malattia.
Nel 2007 duetta con Anne Murray nel brano Cotton Jenny, contenuto nel CD Anne Murray Duets: Friends & Legends. 
Nel novembre del 2007, sempre con la collaborazione di Amy Sky, esce il CD natalizio Christmas Wish che contiene duetti con Jon Secada, Jim Brickman, Jann Arden e Barry Manilow. Chiude l'album la rielaborazione del brano Instrument of Peace, cantato in coppia con Marc Jordan. Il brano A Mother's Christmas Wish, eseguito in collaborazione con Jim Brickman, è contenuto anche nel CD Homecoming di Brickman. Compare anche nel CD Christmas Song di Mannheim Steamroller, con il delicato brano Christmas Lullaby.

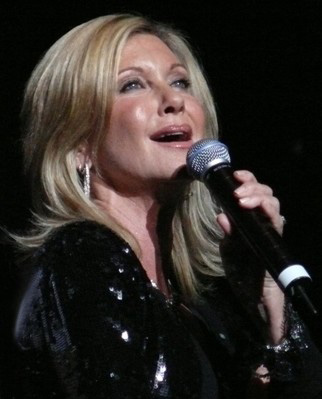
Olivia Newton-John a Sydney nel 2008

Nei primi mesi del 2008 vengono pubblicati il DVD e il CD dal vivo Olivia Live Hits, tratti da concerti tenuti presso il Teatro dell'opera di Sydney: Newton-John è accompagnata, nei suoi grandi successi, dall'Orchestra Filarmonica di Sydney. Partecipa al CD Elvis Presley Christmas Duets duettando virtualmente con Elvis nella canzone O Come, All Ye Faithful.
Nel 2010 è guest star nell'episodio 17 della prima stagione di Glee. Esegue in duetto Physical in un videoclip con Sue Sylvester: la canzone torna in classifica.
Nel 2011 esce la commedia Tre uomini e una pecora che partecipa fuori concorso al Festival del Cinema di Roma. Da lei è eseguita gran parte della colonna sonora e la canzone a chiusura del film, scritta da Farrar figlio, Weightless. Nello stesso anno è ospite nella seconda puntata di Ti lascio una canzone, show di Rai Uno del sabato sera condotto da Antonella Clerici.
Nel 2012 riceve dal National Trust of Australia il premio come Living National Treasures. Partecipa al CD Hope, Songs of Faith and Inspiration con la canzone da lei composta Isn't Amazing. Nel mese di novembre esce il CD natalizio This Christmas, in cui lei e John Travolta duettano in tradizionali brani natalizi per sovvenzionare le loro istituzioni benefiche.
Nel 2013 compare nella serie di francobolli Australia post legends. Nel mese di marzo, dopo 35 anni, torna in Inghilterra per sei concerti, con tutto esaurito a Londra alla Royal Albert Hall. Duetta con Liona Boyd in Canadian Summer Dreams.
Nell'aprile 2014 ha inizio il suo show presso il Flamingo Las Vegas con Summer Nights, viaggio musicale attraverso la sua carriera. Lo spettacolo si protrae fino al gennaio del 2016 (viene in seguito ricavato un doppio CD dal vivo Summer Nights - Live in Las Vegas). In concomitanza, pubblica Hotel Sessions, una raccolta EP di canzoni registrate con il nipote Brett Goldsmith in varie camere d'albergo a Melbourne nell’arco di 10 anni.
Nel 2015 il duetto con la figlia Chloe, Have to Believe, è 1º in classifica. Nel mese di aprile Newton-John e John Farnham portano sulle scene lo spettacolo Two Strong Hearts. Il CD ha esordito al 1º posto delle classifiche Aria Album, dove è rimasto 1º per 3 settimane e ha ricevuto una candidatura per l'Aria Award. Il DVD live tratto dallo spettacolo è stato al 1º posto nella classifica Aria DVD per 10 settimane.
Nel 2016 pubblica due progetti. Il primo, LIV ON, è una collaborazione con le colleghe Beth Nielsen Chapman e Amy Sky, album giunto al nº1 della classifica country-music. Il trio si esibisce in concerti in America e in Europa. Riguardo al secondo, Olivia Newton-John torna a lavorare con John Farnham per il CD natalizio Friends for Christmas, pubblicato l'11 novembre 2016, che rimane varie settimane al 1º posto nella classifica Aria Album.
Il 23 febbraio 2017 dopo aver sospeso il tour LIV ON, è ospite in Cile del Festival di Viña del Mar dove riceve due riconoscimenti: la Gaviota de Plata e la Gaviota de Oro.
È morta l'8 agosto 2022 nel suo ranch a Santa Ynez, nella California meridionale, a 73 anni, per complicazioni dovute alla neoplasia da cui era affetta. La famiglia ha acconsentito ai funerali di Stato.
In un programma televisivo nel 2019 aveva rivelato che le era stato diagnosticato, per la 3ª volta, un cancro al seno, dichiarando anche che la malattia era giunta ad uno stadio molto avanzato, coinvolgendo la colonna vertebrale e costringendola da mesi a seguire protocolli antidolorifici con uso di morfina.
Nel settembre 2022, la famiglia ha tenuto una cerimonia commemorativa in forma molto privata in California per Olivia che ha chiesto di essere cremata e di far spargere le sue ceneri a Byron Bay, nel suo ranch di Santa Ynez e "in altri luoghi che amo". Una cerimonia pubblica era prevista per i primi di dicembre a Melbourne, in Australia, dopo che lo Stato di Victoria ha offerto alla famiglia un funerale di Stato, cosa che la nipote Tottie Goldsmith ha accettato.

## Vita privata
Da ragazza fu per un breve periodo legata a Daryl Braithwaite, quando i due non erano ancora famosi.
Fu sposata dal 1984 al 1995 con l'attore Matt Lattanzi, con cui ebbe una figlia, l'attrice e cantante Chloe Lattanzi (1986). Dal 2008 era moglie del produttore John Easterling.

## Profilo vocale
- Tipo di voce: soprano leggero
- Nota più alta: FA#5 (Nelle canzoni The right moment e Please don't keep me waiting).
- Nel concerto Live At The Sydney Opera House eseguendo il brano Physical raggiunge più volte il Si5.
- Nota più bassa: RE2 (Nella canzone Emotional tangle)
- Estensione vocale: 3+ ottave

## Filmografia

### Cinema
- Together (Tomorrow), regia di Val Guest (1970)
- Grease (Brillantina) (Grease), regia di Randal Kleiser (1978)
- Xanadu, regia di Robert Greenwald (1980)
- Due come noi (Two of a Kind), regia di John Herzfeld (1983)
- Un amore rinnovato (She's Having a Baby), regia di John Hughes (1988)
- A letto con Madonna (Madonna: Truth or Dare), regia di Alek Keshishian (1991)
- Un party per Nick (It's My Party), regia di Randal Kleiser (1996)
- Tre uomini e una pecora (A Few Best Man), regia di Stephan Elliott (2011)

### Televisione
- Una mamma per Natale (A Mom for Christmas), regia di George Trumbull Miller – film TV (1990)
- Un papà per Natale (A Christmas Romance), regia di Shaldon Larry – film TV (1994)
- La saga dei McGregor (The Man from Snowy River) – serie TV, 3 episodi (1995)
- Murphy Brown – serie TV, episodio 10x10 (1997)
- John Travolta: The Inside Story, regia di Adam Friedman – film TV documentario (2004)
- Bette – serie TV, episodio 1x14 (2010)
- Glee – serie TV, episodi 1x17-1x22 (2010)
- Sharknado 5: Global Swarming, regia di Anthony C. Ferrante – film TV (2017)

## Programmi TV
- Eurovision Song Contest 1974 – festival musicale, 4ª classificata (1974)
- Saturday Night Live – sketch comedy show, episodio 7x20 (1982)
- Olivia in Concert – speciale TV (1983)
- American Idol – talent show, episodi 2x20, 6x08 (2003, 2007)
- Ti lascio una canzone - show musicale (2011)
- RuPaul's Drag Race – programma TV (2015)

## Discografia

### Album in studio
- 1971 - If Not for You
- 1972 - Olivia
- 1973 - Let Me Be There
- 1974 - Long Live Love
- 1974 - If You Love Me, Let Me Know - prima posizione nella Billboard 200 con il disco d'oro ed in Canada con due dischi di platino
- 1975 - Have You Never Been Mellow - prima posizione nella Billboard 200 con il disco d'oro e quarta in Giappone
- 1975 - Clearly Love
- 1976 - Come on Over
- 1976 - Don't Stop Believin'
- 1977 - Making a Good Thing Better
- 1978 - Totally Hot
- 1981 - Physical
- 1985 - Soul Kiss
- 1988 - The Rumour
- 1989 - Warm and Tender
- 1994 - Gaia: One Woman's Journey
- 1998 - Back with a Heart
- 2000 - 'Tis the Season (con Vince Gill)
- 2002 - (2)
- 2004 - Indigo: Women of Song
- 2005 - Stronger Than Before
- 2006 - Grace and Gratitude
- 2007 - Christmas Wish
- 2008 - A Celebration in Song
- 2012 - This Christmas
- 2016 - Friends for Christmas

### Album live
- 1981 - Love Performance
- 1998 - Highlights from The Main Event (con John Farnham e Anthony Warlow)
- 2000 - One Woman's Live Journey
- 2008 - Olivia's Live Hits
- 2015 - Highlights from Two Strong Hearts: Live (con John Farnham)

### Raccolte (lista parziale)
- 1977 - Olivia Newton-John's Greatest Hits
- 1982 - Olivia's Greatest Hits Vol. 2
- 1992 - Back to Basics: The Essential Collection 1971-1992

### Colonne sonore (lista parziale)
- 1978 - Grease
- 1980 - Xanadu (con Electric Light Orchestra)
- 1983 - Two of a Kind

## Riconoscimenti

### anni 1970
- 1971 Female Vocalist of the Year (UK)
- 1972 Female Vocalist of the Year (UK)
- 1973
  - Promising Female Vocalist (Accademia della Musica – USA)
  - Best Female Vocalist – Country (Grammy Award USA)
- 1974
  - Female Vocalist of the Year (UK)
  - Female Vocalist of the Year (USA)
  - Record of the Year – I honestly love you (Grammy USA)
  - Best Pop Performance – I honestly love you (Grammy USA)
  - Rising Star Award (AGVA)
  - Favourite Female Vocalist (People's Choice Awards)
  - Best Selling Album by a Female – Country – If you love me, let me know (USA)
  - Female Artist of the Year (Bobby Poe's Award)
  - Song of the year – I honestly love you (Bobby Poe's Award)
  - Favourite Female Singer – Pop/Rock (American Music Awards)
  - Favourite Country Single – I honestly love you (American Music Awards)
  - Favourite Country Album – Let me be there (American Music Awards)
  - N.1 For Singles and Album (Billboard Magazine)
  - Top Female Vocalist – single (Record World USA)
  - Top Female Vocalist – album (Record World USA)
  - N.1 Female Vocalist – single (Cashbox Magazine USA)
  - N.1 Female Vocalist – album (Cashbox Magazine USA)
- 1975
  - Female Vocalist of the Year (UK)
  - Country Music Award – Please Mr. Please (ASCAP)
  - Favourite Female Vocalist – Country (American Music Awards)
  - Favourite Female Vocalist – Pop/Rock (American Music Awards)
  - Favourite Album – Rock/Pop – Have you never been mellow(American Music Awards)
  - Favourite Female – Country Single Artist (Billboard Magazine)
  - Favourite Female – Country Album Artist (Billboard Magazine)
  - Favourite Female – Pop Single Artist (Billboard Magazine)
  - Favourite Female – Pop Album Artist (Billboard Magazine)
  - Solo Album of the Year – Have you never been mellow (Record World USA)
  - N.1 Female Vocalist – Single (Cashbox Magazine USA)
  - N.1 Female Vocalist – Album (Cashbox Magazine USA)
- 1976
  - Favourite Female Vocalist (People's Choice Award)
  - N.1 Female Artist (Talent in Action Awards USA)
  - N.3 Easy Listening Artist (Talent in Action Awards USA)
  - N.3 Pop Singles Artist (Talent in Action Awards USA)
  - Favourite Female Vocalist – Rock/Pop (American Music Awards)
  - Top Female Vocalist – Country (Record World USA)
- 1978
  - Best Selling Single – You're the one that I want (Juno Award Canada)
  - Top Single Duo – You're the one that I want (Record World USA)
  - Most Outstanding Musical Achievement (Musiek Parade Magazine Olanda)
  - Top Actress (Golden Hammer Awards Germania)
- 1979
  - Favourite Female Vocalist (People's Choice Award)
  - Favourite Motion Picture Actress (People's Choice Award)
  - Clio Award
  - OBE:Ufficiale dell'Ordine dell'impero britannico
  - candidatura Golden Globe per la migliore attrice in un film commedia o musicale per Grease (Brillantina)

### anni 1980
- 1980
  - Top Female Vocalist – Pop (National Jukebox Awards USA)
  - Top Actress (Golden Hammer Awards Germania)
- 1981 Star on Hollywood "Walk Of Fame"
- 1982
  - Best Video – Long Form – Physical (Grammy USA)
  - Favourite Female Vocalist – Rock/Pop (American Music Awards)
  - N.1 Artist of the Year – Singles (Billboard Magazine)
  - Favourite Female Vocalist – Pop (Billboard Magazine)
  - N.1 Female Vocalist – Singles (Cashbox Magazine USA)
- 1989 Celebrity BusinessWoman Of the Year Koala Blue (ASRM)

### anni 1990
- 1992 "Premio regìa televisiva" (RAI Italia)
- 1998 Humanitarian Award
- 1999 Red Cross Award

### anni 2010
- 2017 "Gaviota de plata" e "Gaviota de oro" (Festival de Viña del mar, Chile)

Dischi d'oro
- 1973 Let me be there (USA)
- 1974 If you love me let me know (USA)
- 1975 Have you never been mellow (USA)
- 1975 Have you never been mellow (Australia)
- 1975 Clearly love (USA)
- 1975 Clearly love (Australia)
- 1976 Come on over (USA)
- 1976 Don't stop believin' (USA)
- 1976 Don't stop believin' (Australia)
- 1980 Xanadu (UK)
- 1981 Physical (UK)
- 1982 Olivia's Greatest Hits (UK)
- 1985 Soul kiss (USA)
- 1985 Soul kiss (Australia)
- 1988 The rumour (Australia)
- 1992 Back to Basics – The Essential Collection (USA)
- 2004 Indigo, Women of song (Australia) (USA)

Dischi di platino
- 1971 If not for you (Australia)
- 1974 First impression – Great Hits (Australia)
- 1974 Long live love (Australia)
- 1977 Greatest Hits Vol. One (USA)
- 1977 Greatest Hits Vol. Two (Australia)
- 1978 Grease (RSO Worldwide)
- 1978 Totally hot (USA)
- 1978 Totally hot (Australia)
- 1980 Soundtrack Xanadu (USA)
- 1980 Soundtrack Xanadu (Australia)
- 1981 Physical (USA)
- 1981 Physical (Australia)
- 1982 Olivia's Greatest Hits Volume Two (USA)
- 1982 Olivia's Greatest Hits Volume Three (Australia)
- 1983 Soundtrack "Two of a Kind" – (Due come noi) – (USA)
- 1992 Back to Basics – The Essential Collection (Australia)
- 1998 Highlights From the Main Event (Australia)
- 2001 2 (Australia)

## Doppiatrici italiane
Nelle versioni in italiano delle opere in cui ha recitato, Olivia Newton-John è stata doppiata da:
- Emanuela Rossi in Grease, Tre uomini e una pecora
- Simona Izzo in Due come noi
- Ludovica Modugno in Xanadu
- Cinzia De Carolis in Glee
- Chiara Colizzi in Grease (ridoppiaggio)